# Dysstroma schneideri
Dysstroma schneideri là một loài bướm đêm trong họ Geometridae.